# Platygaster variabilis
Platygaster variabilis är en stekelart som beskrevs av Fouts 1924. Platygaster variabilis ingår i släktet Platygaster och familjen gallmyggesteklar. Inga underarter finns listade i Catalogue of Life.